# Fahrkopf (Kanton Thurgau)
Der Fahrkopf ist eine  Untiefe im Hochrhein vor Rheinklingen. Sie ist mit dem Schifffahrtszeichen Nr. 53 gekennzeichnet.

## Lage
Der Fahrkopf besteht aus Kalktuff und liegt zwischen Bibermühle und Hemishofen auf der Fahrlinie zwischen dem Kanton Thurgau und dem Kanton Schaffhausen zirka 230 m unterhalb der Wucherstein genannten Untiefe,
einem 450 Meter unterhalb der Mündung des Hemishoferbachs gelegenen Granitfelsen,
der bereits gesprengt wurde.
Beide gehören zu einer Gruppe von sechs Erratikern in diesem Rheinabschnitt.

## Ereignisse
Der französische General Lecourbe setzte während des Zweiten Koalitionskriegs am Fahrkopf am 1. Mai 1800 sein Heer über. Er war auf der Verfolgung der Österreicher. Während dieser Aktion soll nach Überlieferungen eine schwere Kriegskasse von einem Pferdewagen gerutscht und im Rhein verschwunden sein.